# Королевская Венгрия
Королевская Венгрия (венг. Magyar Királyság, нем. Königreich Ungarn, лат. Regnum Hungariae) — название той части средневекового Венгерского королевства, в которой после поражения венгро-чешско-хорватского войска в битве при Мохаче (1526) и последующего раздела Венгрии Габсбурги были признаны королями Венгрии. Центральная часть разделённой страны была оккупирована турками (см. Османская Венгрия), а в восточной части образовалось Восточно-Венгерское королевство, впоследствии ставшее княжеством Трансильвания (которое почти всю свою историю было вассалом Османской империи). Столицей Королевской Венгрии был город Пожонь.

## Габсбурги — короли Венгрии
Члены династии Габсбургов — влиятельнейшей династии Священной Римской империи — избирались королями Венгрии и приносили при коронации клятву на конституции Венгерского королевства. После завоевания Габсбургами Османской Венгрии термин «Королевская Венгрия» вышел из употребления, а император стал называть свои венгерские владения «Венгерским королевством».
Король из династии Габсбургов напрямую контролировал финансовые, военные и иностранные дела Королевской Венгрии, а имперские войска защищали её границы. Габсбурги не спешили давать слишком большое число помощников палатину, чтобы занимающее это место лицо не приобрело слишком большой власти. Кроме того, Габсбургов и венгров разделял так называемый «турецкий вопрос»: Вена хотела поддерживать мир с Османской империей, венгры же желали изгнать турок. Постепенно многие венгры перешли на антигабсбургские позиции.

## Венгрия в XVIII веке
В конце XVII века началось постепенное отвоевание территорий, захваченных турками в Европе. Леопольд I, рассматривая их как завоёванные земли, не стал восстанавливать там венгерские государственные институты, а образовал там Темешварский банат и Военную границу. В связи с запустением этих мест в результате боевых действий туда начали приглашать переселенцев со всей Европы, которые, осев на месте, вовсе не соглашались с той мыслью, что они теперь должны стать подчинёнными венгерских магнатов. Ференц II Ракоци попытался воспользоваться занятостью австрийцев войной за испанское наследство, и поднял восстание, но оно завершилось неудачей.
Император Карл VI стал выстраивать отношения с венграми на основе положений Сатмарского мира. В 1723 году будапештский парламент одобрил Прагматическую санкцию в обмен на признание Венгрии отдельным королевством с монархом из династии Габсбургов во главе. Поддержка венгров помогла впоследствии Марии Терезии удержаться во время войны за австрийское наследство.
Когда императором стал Иосиф II, то он попытался править как абсолютный монарх единого государства, и отказался признавать особые права венгров. Его преемник Леопольд II вернулся к статусу Венгрии как отдельного королевства.

## Венгрия в XIX веке
Революция во Франции привела к прекращению каких-либо реформ в Венгрии, а последующие войны нанесли тяжёлый удар по экономике. Франц II созывал венгерский парламент лишь для того, чтобы получить людей и деньги для войн. В 1848—1849 годах венгры, воспользовавшись ослаблением центральной власти, подняли восстание, пытаясь добиться независимости, однако оно было подавлено.
Поражение Австрии в 1859 году в войне с Францией и Сардинией сделало необходимым урегулирование отношений с венгерской частью империи, которое могло быть возможным только в результате восстановления конституционных прав и целостности Венгерского королевства. В результате австро-венгерского компромисса 1867 года Австрийская империя была преобразована в двуединую монархию, и Венгрия была расширена до Транслейтании.